# Koninklijke Musea voor Kunst en Geschiedenis

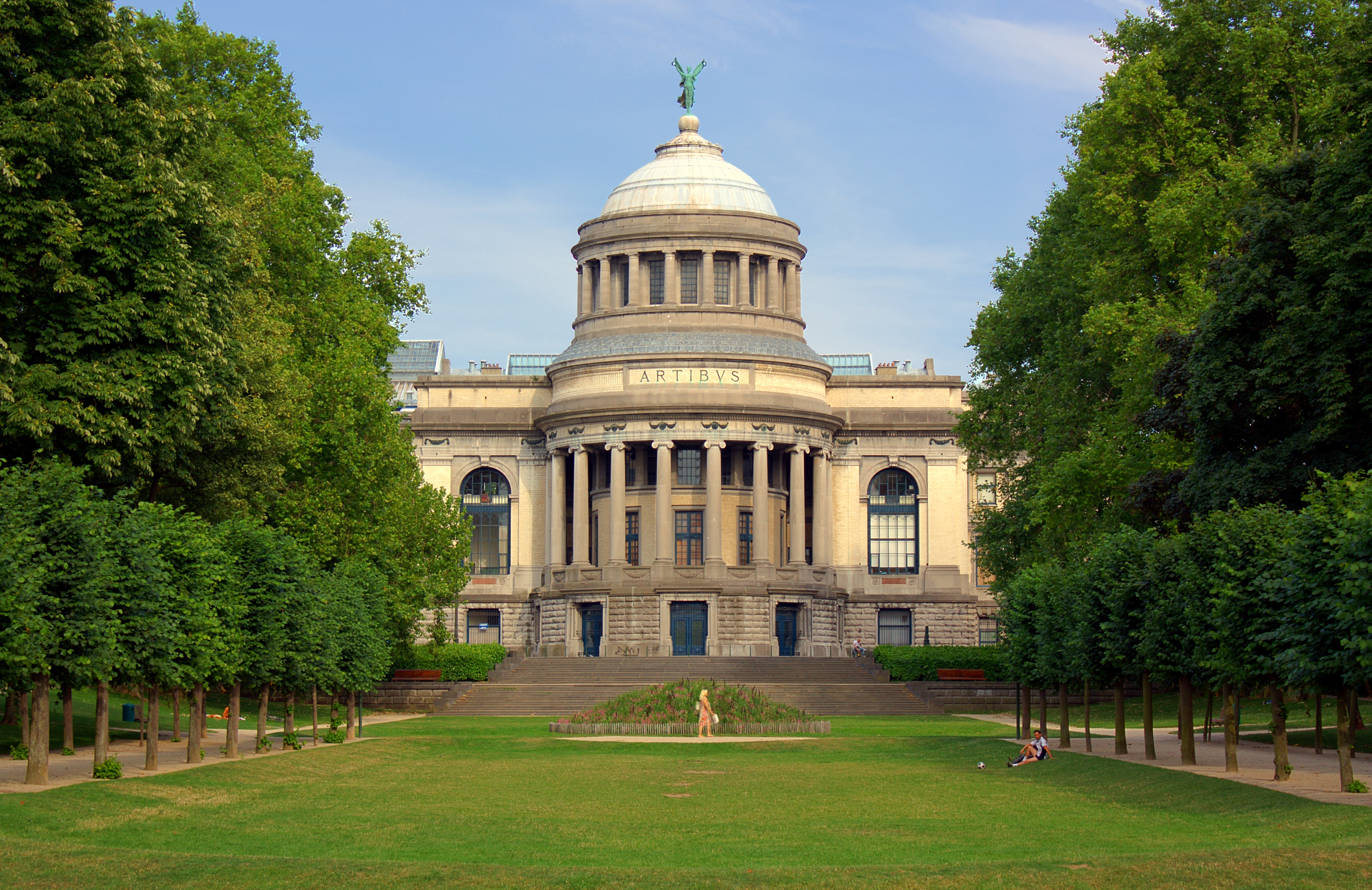
Museum Kunst & Geschiedenis

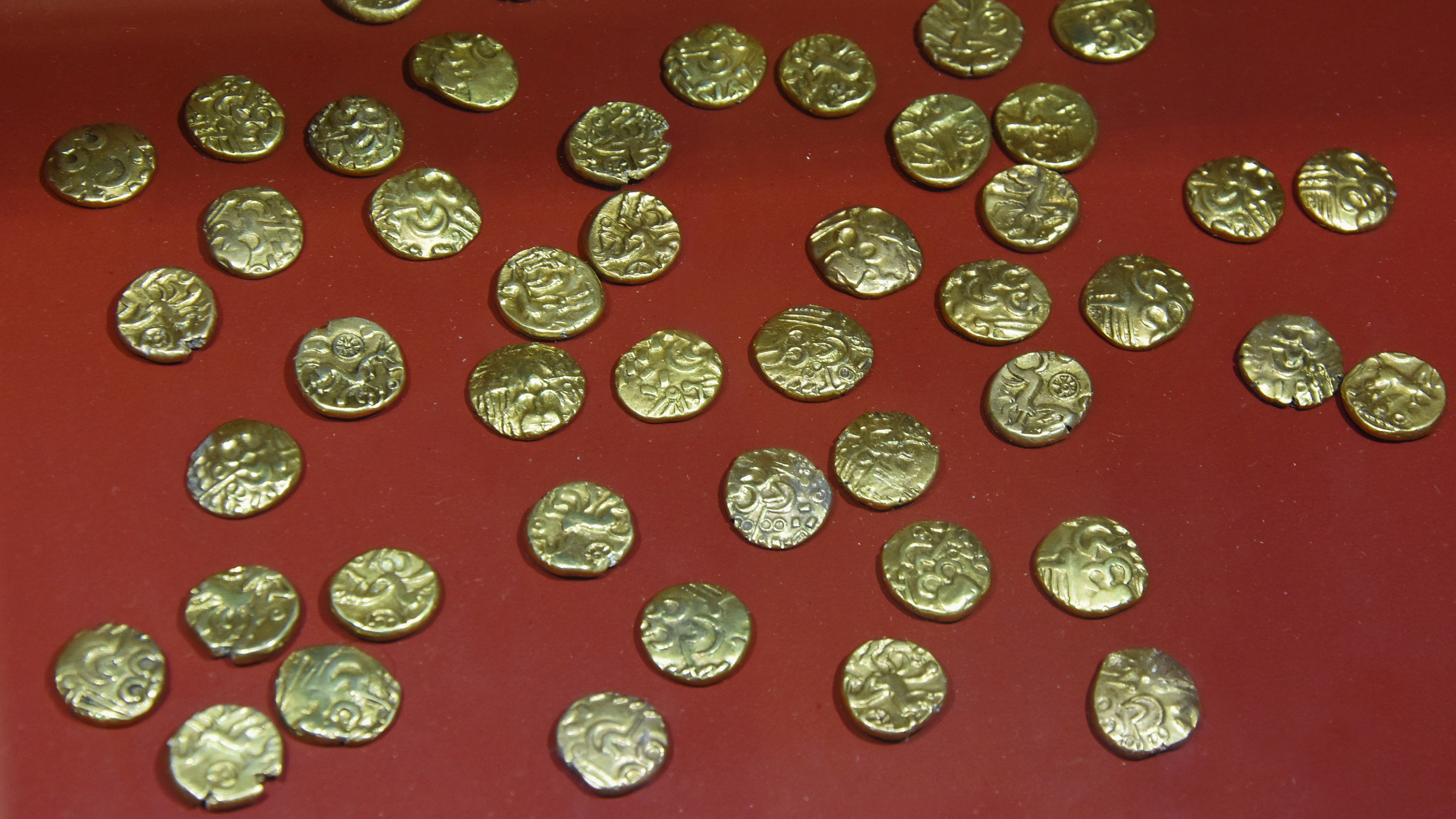
Gallische muntschat uit Thuin

De Koninklijke Musea voor Kunst en Geschiedenis (KMKG) groeperen verschillende in Brussel gevestigde musea waaronder:
- het Museum Kunst & Geschiedenis
- het Horta-Lambeauxpaviljoen
- de Hallepoort
- de Musea van het Verre Oosten
- het Muziekinstrumentenmuseum

Aan de musea zijn drie bibliotheken verbonden: de Centrale Bibliotheek, de Bibliotheek Oudheid en de Bibliotheek voor Chinese studies. Alle bevinden zich in het Museum Kunst & Geschiedenis. Daar is tevens een afgietselwerkplaats ondergebracht, die beschikt over meer dan 4.000 gietvormen voor het namaken van oude kunstwerken. De directeur van deze musea is historica Alexandra De Poorter.

## Collectie

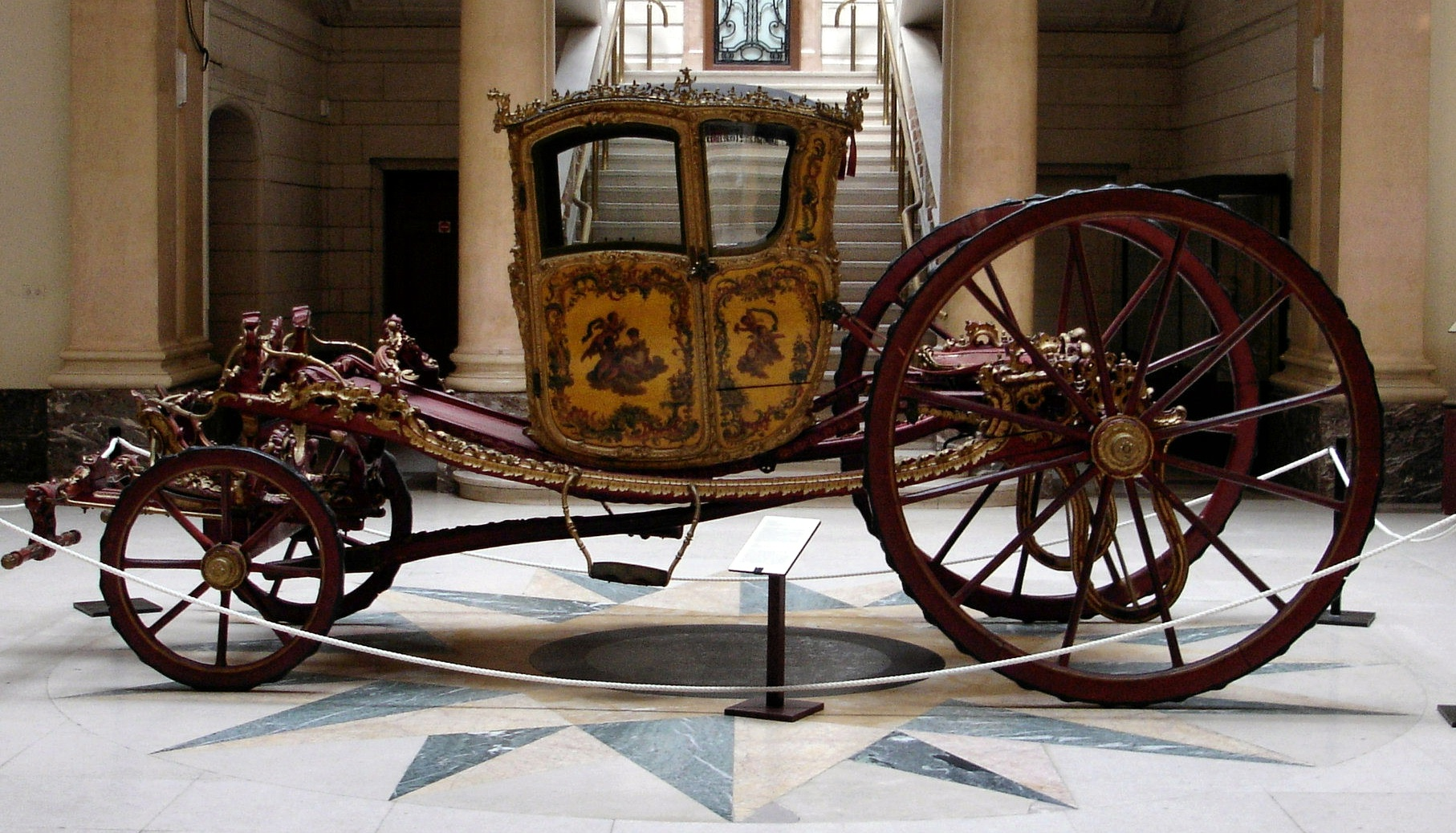
Koets, 18e eeuw

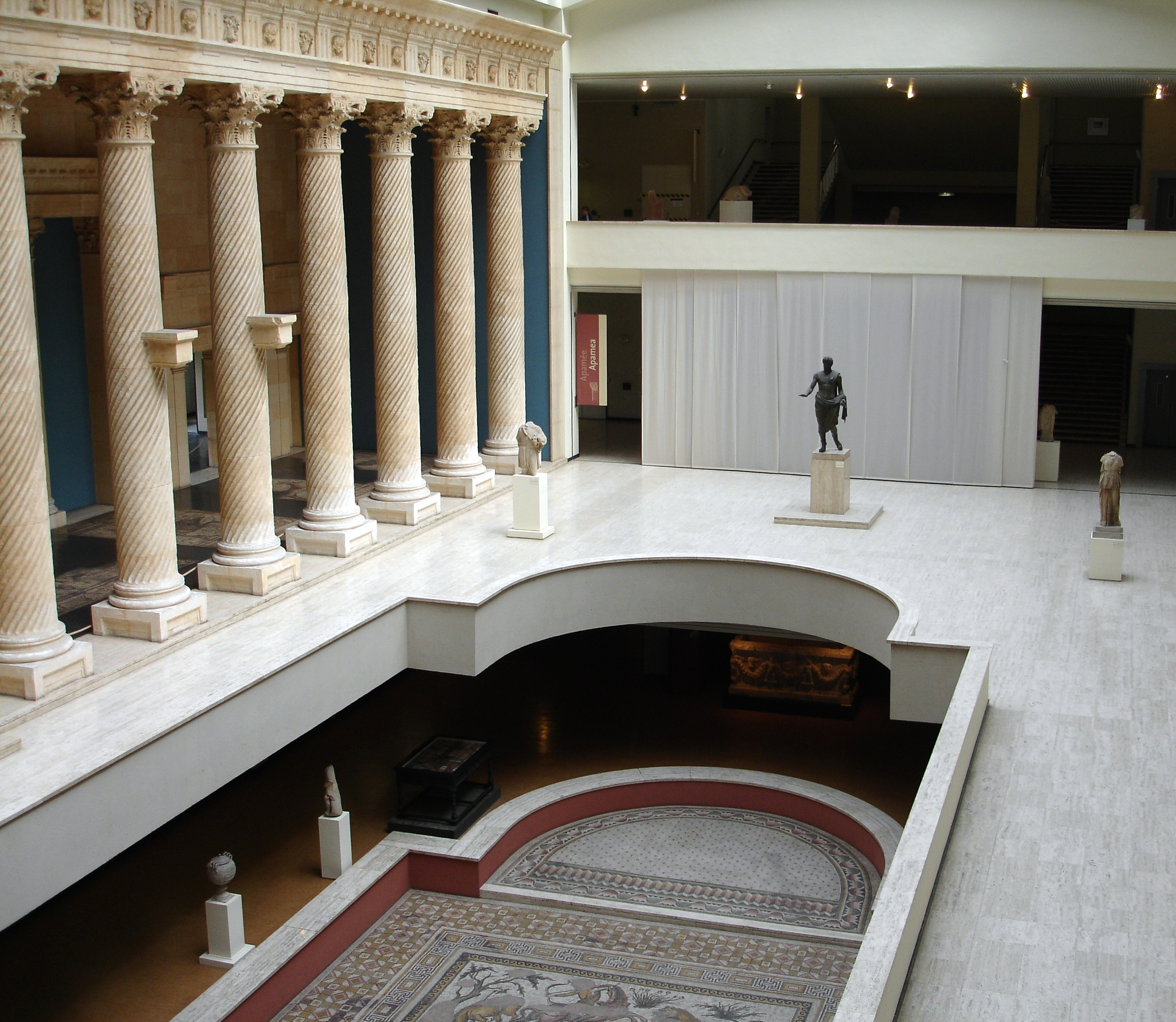
Zaal der Oudheden

De Koninklijke Musea voor Kunst en Geschiedenis hebben een van de grootste en meest diverse kunstcollecties van België.
De grootste verzameling bevindt zich in het Museum Kunst & Geschiedenis. Daar vindt men nationaal archeologisch materiaal, vondsten uit Egypte, het Nabije Oosten, Perzië, China, Zuidoost-Azië, Midden-Azië, Amerika en de klassieke oudheid (Italië en het Romeinse imperium).
De musea bezitten waarschijnlijk de belangrijkste collectie handgemaakte kant ter wereld.

## Afdelingen
De musea bevatten volgende afdelingen:

### Nationale archeologie
- Prehistorie
- Gallo-Romeins België
- Merovingers

### Oudheid
Egypte: De Egyptische collectie omvat meer dan 11000 objecten en toont elke grote periode van de Egyptische geschiedenis. Onder de topstukken zijn de zogenaamde Dame van Brussel, een kalkstenen vrouwenbeeld (ca. 2700 v.Chr.), de kop van koning Mycerinus (ca. 2500 v.Chr.), verschillende mummies en een reliëfportret van koningin Teje, de echtgenote van Amenhotep III (ca. 1375 v.Chr.).
Griekenland: Het meest opvallende deel van de collectie is de verzameling Hellenistische mozaïeken uit Apamea. Ook bezit het museum een collectie keramiek.
Nabije Oosten en Iran: deze afdeling bevat onder andere een reliëf uit de tijd van Naram-Sin, een beeldje uit Persepolis, grafbustes uit Palmyra, een hemelkaart uit Uruk en een kleitablet met daarop de tafels van vermenigvuldiging.
Rome en de Etrusken: Het topstuk is een maquette van het antieke Rome, maar er is ook een galerij met Romeinse sculptuur.

### Europese sierkunsten
De ivoren van Genoelselderen.

### Niet-Europese beschavingen
Het bekendste voorwerp uit de collectie is een houten beeldje uit Latijns-Amerika dat Hergé inspireerde bij het album Kuifje en het Gebroken Oor.